# Dendrolobium umbellatum
Dendrolobium umbellatum är en ärtväxtart som först beskrevs av Carl von Linné, och fick sitt nu gällande namn av George Bentham. Dendrolobium umbellatum ingår i släktet Dendrolobium och familjen ärtväxter. Inga underarter finns listade i Catalogue of Life.